# ليوني جازندوف
ليوني جازندوف (بالسويدية: Léonie Geisendorf)‏ (و. 1914 – 2016 م) هي مهندسة معمارية من السويد . ولدت في وارسو .

## معرض صور

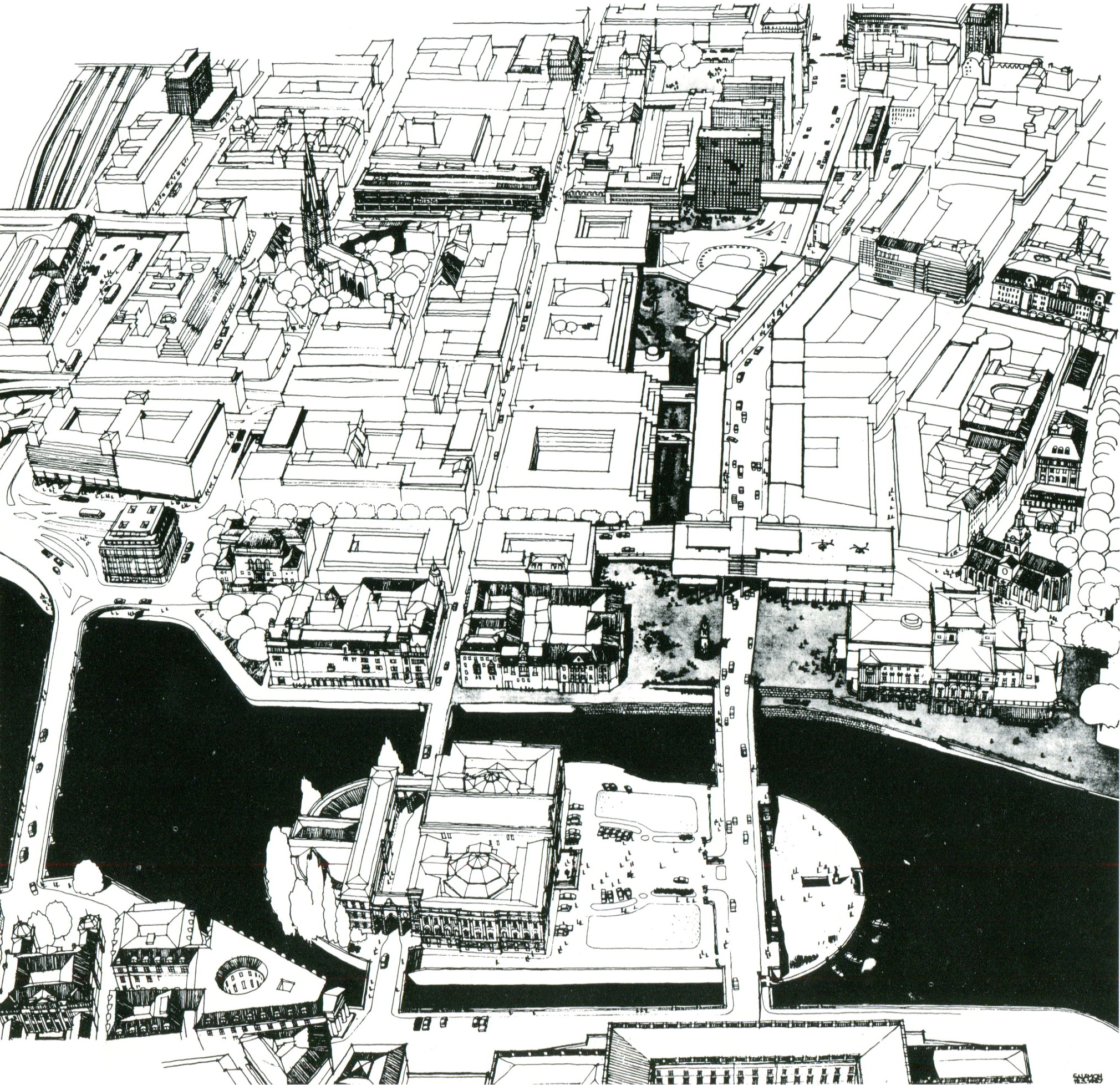
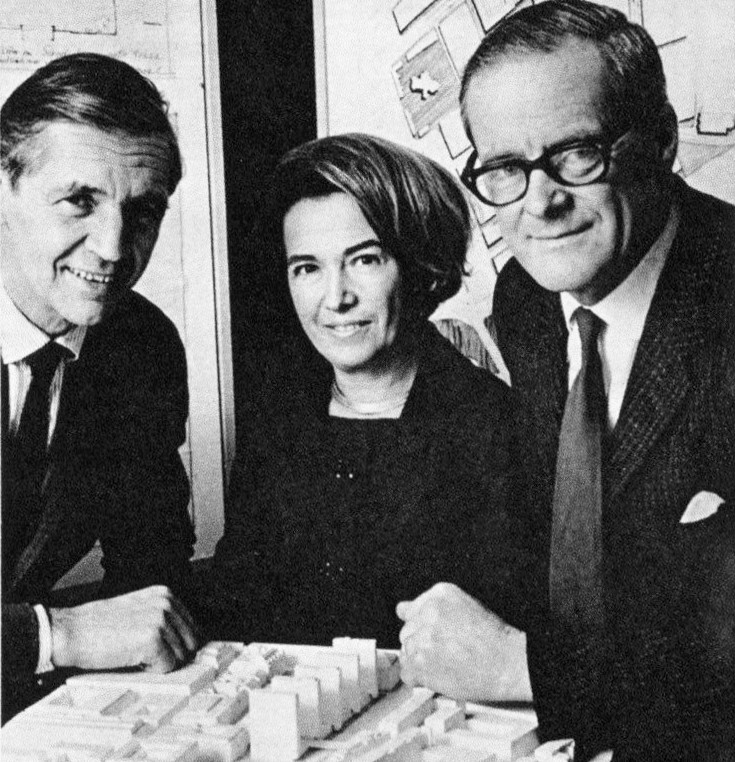
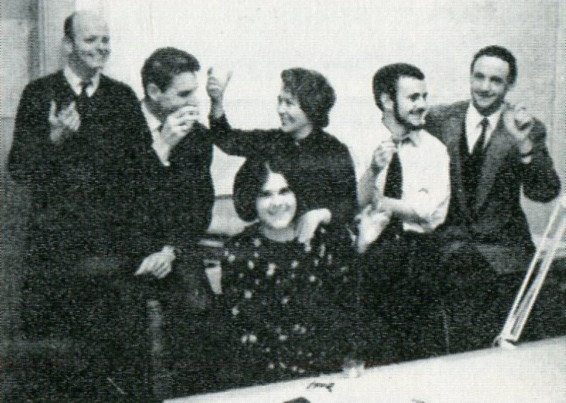
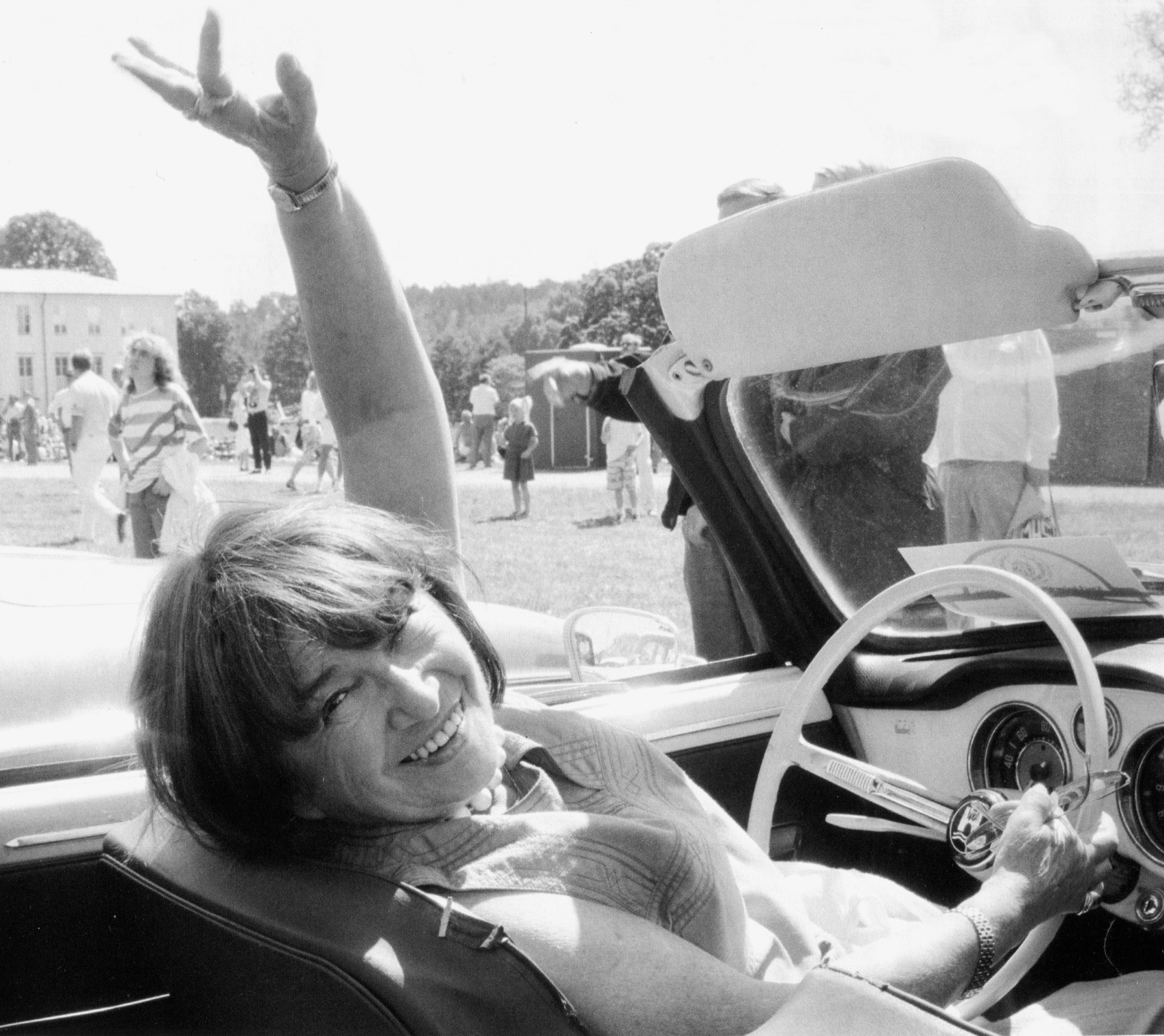

## جوائز
حصلت على جوائز منها:
- Prince Eugen Medal.